# Karayolları Spor Kulübü 2023-2024
Questa voce raccoglie le informazioni riguardanti il Karayolları Spor Kulübü nelle competizioni ufficiali della stagione 2023-2024.

## Stagione
Il Karayolları Spor Kulübü non utilizza alcuna denominazione sponsorizzata nella stagione 2023-24.
Si classifica al quattordicesimo posto in Sultanlar Ligi, retrocedendo in divisione cadetta, mentre in Coppa di Turchia non va oltre la fase a gironi.

## Organigramma societario
Area direttiva
- Presidente: Kamuran Yazıcı

Area tecnica
- Allenatore: Hüseyin Doğanyüz (fino a dicembre), Barbaros Çelenk (da dicembre)
- Allenatore in seconda: Mustafa Temel
- Assistente allenatore: Metin Makal

## Rosa
| N° | Nome            | Ruolo | Data di nascita   | Nazionalità sportiva |
| -- | --------------- | ----- | ----------------- | -------------------- |
| 1  | Elif Boran      | O     | 2 ottobre 1992    | Turchia              |
| 2  | Ezgi Arslan     | S     | 23 marzo 1992     | Turchia              |
| 3  | Selin Navruz    | L     | 22 aprile 1997    | Turchia              |
| 4  | Duru Tırpancı   | C     | 3 maggio 2007     | Turchia              |
| 5  | Alara Gündüz    | L     | 5 giugno 1994     | Turchia              |
| 6  | Dilay Özdemir   | P     | 15 agosto 2005    | Turchia              |
| 7  | Berka Özden     | C     | 16 aprile 2004    | Turchia              |
| 8  | Sıla Saraçbaş   | P     | 11 luglio 2005    | Turchia              |
| 9  | Elisa Köse      | S     | 20 marzo 2002     | Turchia              |
| 13 | Ema Strunjak    | C     | 24 settembre 1999 | Croazia              |
| 14 | Ceren Çağlar    | C     | 29 novembre 1992  | Turchia              |
| 15 | Milagros Collar | O     | 15 aprile 1988    | Spagna               |
| 17 | Eylül Durgun    | S     | 4 febbraio 2005   | Turchia              |
| 23 | Selena Leban    | S     | 23 aprile 2005    | Slovenia             |
| 37 | Polina Rahimova | O     | 5 giugno 1990     | Azerbaigian          |

## Statistiche

### Statistiche di squadra
| Competizione     | Punti | In casa | In casa | In casa | In trasferta | In trasferta | In trasferta | Totale | Totale | Totale |
| Competizione     | Punti | G       | V       | P       | G            | V            | P            | G      | V      | P      |
| ---------------- | ----- | ------- | ------- | ------- | ------------ | ------------ | ------------ | ------ | ------ | ------ |
| Sultanlar Ligi   | 7     | 13      | 1       | 12      | 13           | 0            | 13           | 26     | 1      | 25     |
| Coppa di Turchia | 0     | -       | -       | -       | -            | -            | -            | 3      | 0      | 3      |
| Totale           | -     | 13      | 1       | 12      | 13           | 0            | 13           | 29     | 1      | 28     |

G = partite giocate; V = partite vinte; P = partite perse

### Statistiche dei giocatori
| Giocatrice  | Campionato | Campionato | Campionato | Campionato | Campionato | Coppa di Turchia | Coppa di Turchia | Coppa di Turchia | Coppa di Turchia | Coppa di Turchia | Totale | Totale | Totale | Totale | Totale |
| Giocatrice  | P          | PT         | AV         | MV         | BV         | P                | PT               | AV               | MV               | BV               | P      | PT     | AV     | MV     | BV     |
| ----------- | ---------- | ---------- | ---------- | ---------- | ---------- | ---------------- | ---------------- | ---------------- | ---------------- | ---------------- | ------ | ------ | ------ | ------ | ------ |
| E. Arslan   | 24         | 202        | 147        | 29         | 26         | 3                | 38               | 32               | 1                | 5                | 27     | 240    | 179    | 30     | 31     |
| E. Boran    | 22         | 60         | 53         | 4          | 3          | 0                | 0                | 0                | 0                | 0                | 22     | 60     | 53     | 4      | 3      |
| C. Çağlar   | 24         | 103        | 74         | 19         | 10         | 2                | 0                | 0                | 0                | 0                | 26     | 103    | 74     | 19     | 10     |
| M. Collar   | 1          | 2          | 2          | 0          | 0          | 0                | 0                | 0                | 0                | 0                | 1      | 2      | 2      | 0      | 0      |
| E. Durgun   | 23         | 128        | 106        | 15         | 7          | 3                | 31               | 27               | 2                | 2                | 26     | 159    | 133    | 17     | 9      |
| A. Gündüz   | 25         | 0          | 0          | 0          | 0          | 3                | 0                | 0                | 0                | 0                | 28     | 0      | 0      | 0      | 0      |
| E. Köse     | 15         | 92         | 74         | 7          | 11         | 0                | 0                | 0                | 0                | 0                | 15     | 92     | 74     | 7      | 11     |
| S. Leban    | 20         | 89         | 72         | 5          | 12         | 3                | 33               | 30               | 2                | 1                | 23     | 122    | 102    | 7      | 13     |
| S. Navruz   | 26         | 0          | 0          | 0          | 0          | 3                | 0                | 0                | 0                | 0                | 29     | 0      | 0      | 0      | 0      |
| D. Özdemir  | 25         | 96         | 45         | 39         | 12         | 3                | 18               | 11               | 6                | 1                | 28     | 114    | 56     | 45     | 13     |
| B. Özden    | 22         | 64         | 39         | 20         | 5          | 3                | 33               | 22               | 10               | 1                | 25     | 97     | 61     | 30     | 6      |
| P. Rahimova | 12         | 210        | 173        | 20         | 17         | -                | -                | -                | -                | -                | 12     | 210    | 173    | 20     | 17     |
| S. Saraçbaş | 14         | 3          | 0          | 2          | 1          | 1                | 0                | 0                | 0                | 0                | 15     | 3      | 0      | 2      | 1      |
| E. Strunjak | 26         | 174        | 111        | 53         | 10         | 3                | 28               | 24               | 3                | 1                | 29     | 202    | 135    | 56     | 11     |
| D. Tırpancı | 2          | 0          | 0          | 0          | 0          | 1                | 0                | 0                | 0                | 0                | 3      | 0      | 0      | 0      | 0      |

P = presenze; PT = punti totali; AV = attacchi vincenti; MV = muri vincenti; BV = battute vincenti